# Kandyse McClure
Kandyse McClure (nacida el 22 de marzo de 1980) es una actriz canadiense nacida en Sudáfrica. Ha interpretado a Anastasia Dualla en el programa televisivo de ciencia ficción Battlestar Galactica, y a la Dra. Clementine Chasseur en la serie original de Netflix Hemlock Grove.

## Primeros años
Kandysee McClure nació y creció en Durban, Sudáfrica. Más tarde ella emigró con sus padres a Canadá, cuando tenía 11 años. Allí se graduó en la Escuela Secundaria de Vancouver del Oeste en 1999.
Al principio ella no pensó en una carrera como actriz a pesar de que danzó por diversión en Durban. Finalmente su madre le motivó a presentarse en una obra teatral, que resultó tener un gran éxito. El éxito y el papel que hizo llamó la atención del mundo del espectáculo y consiguió así empezar su carrera como atriz.

## Carrera como actriz
La primera aparición de McClure fue con Lou Diamond Phillips en el telefilm de 1999 In a Class of His Own, que fue seguida por el drama adolescente de Fox Family Tierra más Alta (junto con Jewel Staite, Hayden Christensen, y A.J. Cook) y la serie de NBC del sábado por la mañana Trato Justo, las cuales se estrenaron en el 2000. El año 2000 fue también cuando McClure protagonizó un papel recurrente en el drama de televisión canadiense La investigación de Da Vinci.
En el 2002, McClure interpretó el personaje recurrente de Elizabeth Munroe en el programa de Showtime Jeremiah, al lado de Luke Perry y Malcolm-Jamal Warner. También en aquel año, la actriz protagonizó a Sue Snell en el telefilm-remake de la novela Carrie de Stephen King.
Desde 2003 hasta 2009, McClure interpretó el papel de Anastasia "Dee" Dualla en la serie de ciencia ficción de Battlestar Galactica. Allí McClure protagoniza  a un suboficial de marina de segunda clase en la flota colonial, que no apareció en la serie original de 1978, pero que inicialmente era un análogo del personaje del Sargento Riegel, intrerpretado por Sarah Rush. McClure fue un miembro regular del reparto de la serie hasta enero del 2009.

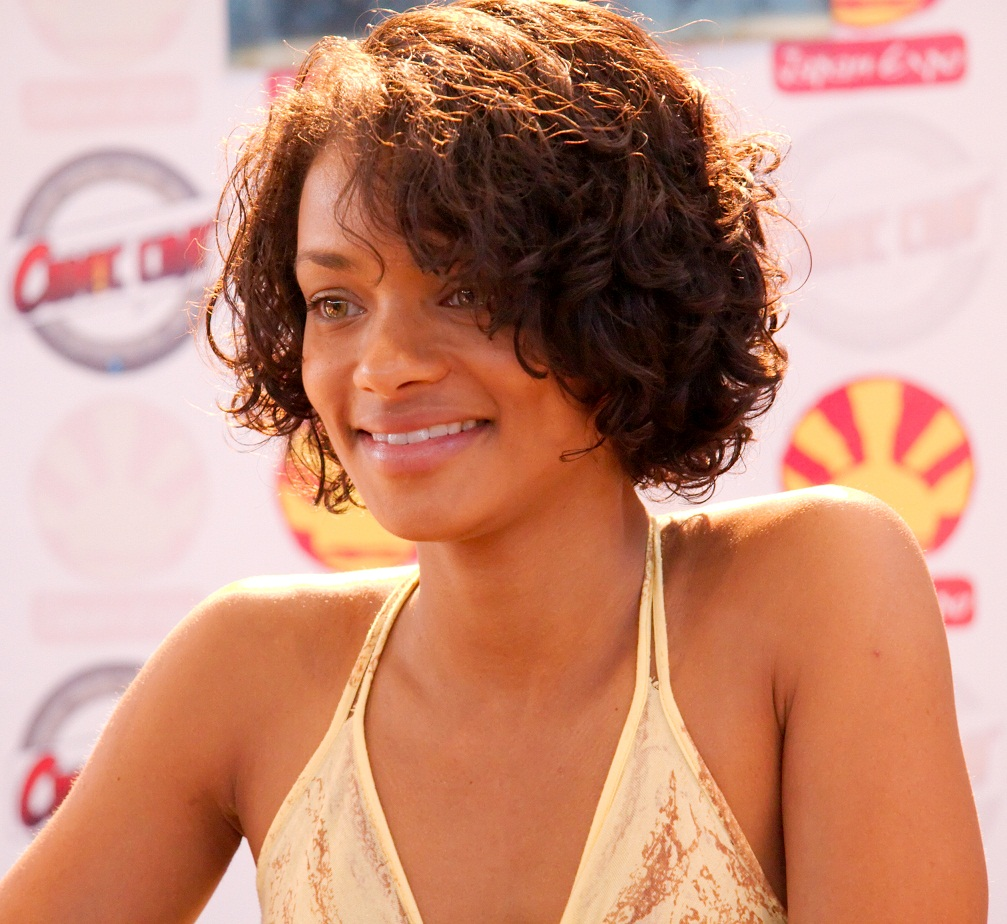
Kandyse McClure en la Exposición de Japón del 2009 en París, Francia

McClure entonces apareció en una adaptación televisiva de Children of the Corn, basada en el cuento homónimo de Stephen King, y en el largometraje de Carl Bessai del mismo año Cole. En el año 2010 se estrenó la serie televisiva Persons Unknown, en la que McClure coprotagonizó, pero la serie no fue renovada para una segunda temporada después de que fuese inicialmente cogido por la NBC.
En el 2011 McClure protagonizó a la novia de Stuart Davis en el cortometraje independiente Just Be Yourself, una comedia sobre un hombre desesperado a quien le han ofrecido un trabajo para ser "justo él mismo." McClure entonces se unió a Davis otra vez en el 2011 para hacer la segunda temporada del programa de HDNet Sex, God,  Rock 'n' Roll. En 2012 McClure se unió al reparto de la serie original de Netflix  Hemlock Grove (estrenada en enero de 2013) y finalizó el largometraje Broken Kingdom (junto con Rachael Leigh Cook). McClure también ha aparecido en otros programas televisivos como en Whistler, Andromeda, Jake 2.0, Smallville, y Reaper.
El 2 de febrero de 2016 Historic Canada presentó a Viola Desmond en el 82.º Minuto de Patrimonio, para marcar el principio del Mes de la Historia Negra. El vídeo estuvo filmado en locaciones en High River, Alberta, en junio de 2015. En ese vídeo Kandyse McClure es la activista de derechos civiles Viola Desmond, a menudo descrita como la Rosa Parks de Canadá. Ella fue una activista, que desafió la segregación en Nueva Escocia en los 1940.
En 2019 forma parte del reparto de la serie de Netflix V-Wars interpretando a una agente de inteligencia.

## Vida personal
Para 2013, McClure continúa trabajando con la  organización sin fines de lucro CARE Canadá para tratar la pobreza en las regiones en desarrollo del mundo. 
McClure reside en Vancouver, Columbia Británica y está casada con el músico "Cylenz" Lee.

## Filmografía

### Películas

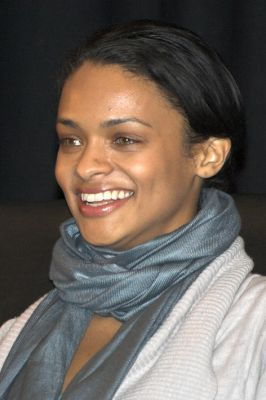
McClure En Battlestar Starfury en Londres, diciembre del 2008

| Año  | Título                        | Función            | Notas |
| ---- | ----------------------------- | ------------------ | ----- |
| 2000 | Romeo debe morir              | Empleada de tienda |       |
| 2001 | See Spot Run                  | Mujer atractiva    |       |
| 2002 | Carrie                        | Sue Snell          |       |
| 2008 | Barbie en Un villancico       | Catherine (voz)    | Vídeo |
| 2009 | Cole                          | Serafina           |       |
| 2009 | Niños del Maíz                | Vicky Stanton      |       |
| 2010 | Barbie: A Fashion Fairytale   | Grace (voz)        | Vídeo |
| 2010 | El día de la madre            | Gina Jackson       |       |
| 2012 | Reino roto                    | Jessica            |       |
| 2015 | Ten cuidado con lo que deseas | Angie Álvarez      |       |
| 2015 | Séptimo Hijo                  | Sarikin            |       |
| 2020 | Love, Guaranteed              | Arianna Silver     |       |

### Televisión
| Año     | Título                                    | Función                   | Notas                                                                |
| ------- | ----------------------------------------- | ------------------------- | -------------------------------------------------------------------- |
| 1999    | In a Class of His Own                     | Brandy                    | Película de televisión                                               |
| 2000    | 2gether                                   | Danielle                  | Película de televisión                                               |
| 2000    | The Spiral Staircase                      | Monica                    | Película de televisión                                               |
| 2000    | Tierra más alta                           | Katherine Ann 'Kat' Cabot | Papel principal (22 episodios)                                       |
| 2000    | Level 9                                   | Megan                     | Episodio: "Diez Poco Hackers"                                        |
| 2000    | Da Vinci Investigación                    | Lily                      | Episodio: " es una Esquina Mala "                                    |
| 2001    | Pasión y Prejuicio                        | Tamara                    | Película de televisión                                               |
| 2001    | Return to Cabin by the Lake               | Jade                      | Película de televisión                                               |
| 2001    | The Outer Limits                          | Brianna Lago              | Episodio: "Abducción"                                                |
| 2001    | Just Deal                                 | Kim                       | Episodio: "Fidelidad Baja, "Amor Pintado", "La Mezcla Perfecta"      |
| 2002    | Framed                                    | Ella misma                | Película de televisión                                               |
| 2002    | Carrie                                    | Sue Snell                 | Película de televisión                                               |
| 2002    | Mysterious Ways                           | Julie                     | Episodio: "Un Hombre de Dios"                                        |
| 2002    | Dark Angel                                | Annie Fisher              | 2 episodios                                                          |
| 2002    | L.A. Law: La Película                     | Yvonne                    | Película de televisión                                               |
| 2002    | Jeremiah                                  | Elizabeth                 | Papel recurrente (7 episodios)                                       |
| 2003    | The Twilight Zone                         | Gwen                      | Episodio: "Aviso Justo"                                              |
| 2003    | Black Sash                                |                           | Episodio: "Jump Start"                                               |
| 2003    | Mujeres de Hollywood: La Generación Nueva | Saffron                   | Película de televisión                                               |
| 2003    | Battlestar Galactica                      | Anastasia "Dee" Dualla    | Miniserie de televisión                                              |
| 2003    | Jake 2.0                                  | Anna                      | Episodio: "El Príncipe y la Revolución"                              |
| 2003–05 | Da Vinci Investigación                    | Marla                     | Papel recurrente (15 episodios)                                      |
| 2004    | Andromeda                                 | Zara                      | Episodio: "El Otros"                                                 |
| 2004–09 | Battlestar Galactica                      | Anastasia "Dee" Dualla    | Papel principal (54 episodios)                                       |
| 2005    | Smallville                                | Harmony                   | Episodio: "Espíritu"                                                 |
| 2006    | Whistler                                  | Lisa                      | Papel recurrente (6 episodios)                                       |
| 2006    | Santa Baby                                | Donna Louise Campbell     | Película de televisión                                               |
| 2007    | Santuario                                 | Meg                       | Episodio: "1.1"                                                      |
| 2007    | Battlestar Galactica: Razor               | Anastasia "Dee" Dualla    | Película de televisión                                               |
| 2008    | Reaper                                    | Cassidy                   | Episodios: "Viniendo a Agarradores", "Greg, Schmeg", "La Filtración" |
| 2008    | Santuario                                 | Meg                       | Episodios: "Santuario para Todo: Partes 1 & 2", "Fata Morgana"       |
| 2010    | The Client List                           | Laura                     | Película de televisión                                               |
| 2010    | Persons Unknown                           | Erika Taylor              | Papel recurrente (9 episodios)                                       |
| 2012    | Sexo, Dios, Rock 'n Roll con Stuart Davis |                           | Episodio: "Espiritualidad y Religión"                                |
| 2012    | Just Be Yourself                          | Glenda                    | Película de televisión                                               |
| 2012    | República de Doyle                        | Sabrina McCarthy          | Episodio: "Uno Jake Enojado"                                         |
| 2012    | Aladdin y la Lámpara de Muerte            | Shifa                     | Película de televisión                                               |
| 2012    | Alfas                                     | Agnes Walker              | Episodio: "El Diablo Te Arrastrará Debajo"                           |
| 2012–13 | Aire ártico                               | Shontal                   | Papel recurrente (4 episodios)                                       |
| 2013    | Hemlock Grove                             | Dra. Clementine Chasseur  | Papel principal                                                      |
| 2013    | Haven                                     | Carrie Benson             | Episodio: "Lay Me Down"                                              |
| 2016    | Sobrenatural                              | Sherriff Tyson            | Episodio "The Chitters"                                              |
| 2017    | V Wars                                    | Dr. Landis Barker         | Papel Principal                                                      |
| 2017    | El Doctor Bueno                           | Celez                     | Episodio "No Falsificar"                                             |
| 2020    | Charmed                                   | Guardián                  | Papel recurrente, 5 episodios                                        |
| 2021    | The Flash                                 | Xotar                     | Episodio: "Armaggedon, part 2"                                       |
| 2022    | Snowpiercer                               | Jefa de sección de cola   | Episodio: "Ouroboros"                                                |

## Premios y nombramientos
- Premios Leo: Nombramiento a Mejor Actriz De apoyo, 2002, en Carrie
- Premios Peabody, Premio Peabody para Excelencia en televisión, 2005, Battlestar Galactica televisión de R+D en asociación con NBC Universal Estudio Televisivo, Canal Sci Fi